# Dorfkirche Tüchen
Die evangelische Dorfkirche Tüchen ist eine Saalkirche in Tüchen, einem Ortsteil der Gemeinde Groß Pankow im brandenburgischen Landkreis Prignitz. Die Kirchengemeinde gehört dem Pfarrsprengel Lindenberg-Buchholz im Kirchenkreis Prignitz der Evangelischen Kirche Berlin-Brandenburg-schlesische Oberlausitz an. Das Gebäude steht unter Denkmalschutz.

## Baubeschreibung
Es handelt sich um eine rechteckige Fachwerkkirche mit einem verbretterten Westturm. Das Kirchengebäude datiert in die Jahre 1575/76, eine Inschrift verweist auf das Jahr 1577. Im Inneren der Kirche sind an mehreren Stellen Bezüge auf das Jahr 1552 zu finden. Die Südvorhalle wurde im Jahr 1750 hinzugefügt. Die Schmuckdetails der Kirche sind vergleichbar mit anderen Fachwerkkirchen, die auf das 16. Jahrhundert datiert sind, wie beispielsweise in Guhlsdorf und Bresch. Die Ziegelfüllungen sind gemustert. Das Dachgesims wird durch Vorkragung der Deckenbalken auf Knaggen und profilierte Füllhölzer gebildet. Der Ostgiebel ist besonders eindrucksvoll mit Fächerrosetten, kleinteiligem Schmuckfachwerk und Andreaskreuzen gestaltet. 
Das Innere der Kirche wird von einer Balkendecke überspannt. Der hölzerne Kanzelaltar stammt aus dem Jahr 1750 und verfügt über zwei geschnitzte Wappen in den Brüstungsfeldern. Das seitlich aufgehängte Abendmahlsgemälde gehört zum Altar und stammt ursprünglich von unter der Kanzel. Eine frühgotische Glocke ist mit kleinen reizvollen Stempelreliefs verziert. Die Kirche wurde im Jahr 1991/93 restauriert.